# Liushihu Xiang
Liushihu Xiang (kinesiska: 六十户乡, 六十户) är en socken i Kina. Den ligger i den autonoma regionen Xinjiang, i den nordvästra delen av landet, omkring 28 kilometer nordväst om regionhuvudstaden Ürümqi. Antalet invånare är 7 284. Befolkningen består av 3 380 kvinnor och 3 904 män. Barn under 15 år utgör 16,0 %, vuxna 15-64 år 74 %, och äldre över 65 år 9,0 %.
Genomsnittlig årsnederbörd är 311 millimeter. Den regnigaste månaden är november, med i genomsnitt 54 mm nederbörd, och den torraste är januari, med 11 mm nederbörd.